# Megalorhipida leucodactylus
Megalorhipida leucodactylus är en fjärilsart som beskrevs av Fabricius 1794. Megalorhipida leucodactylus ingår i släktet Megalorhipida och familjen fjädermott. Inga underarter finns listade i Catalogue of Life.

## Bildgalleri

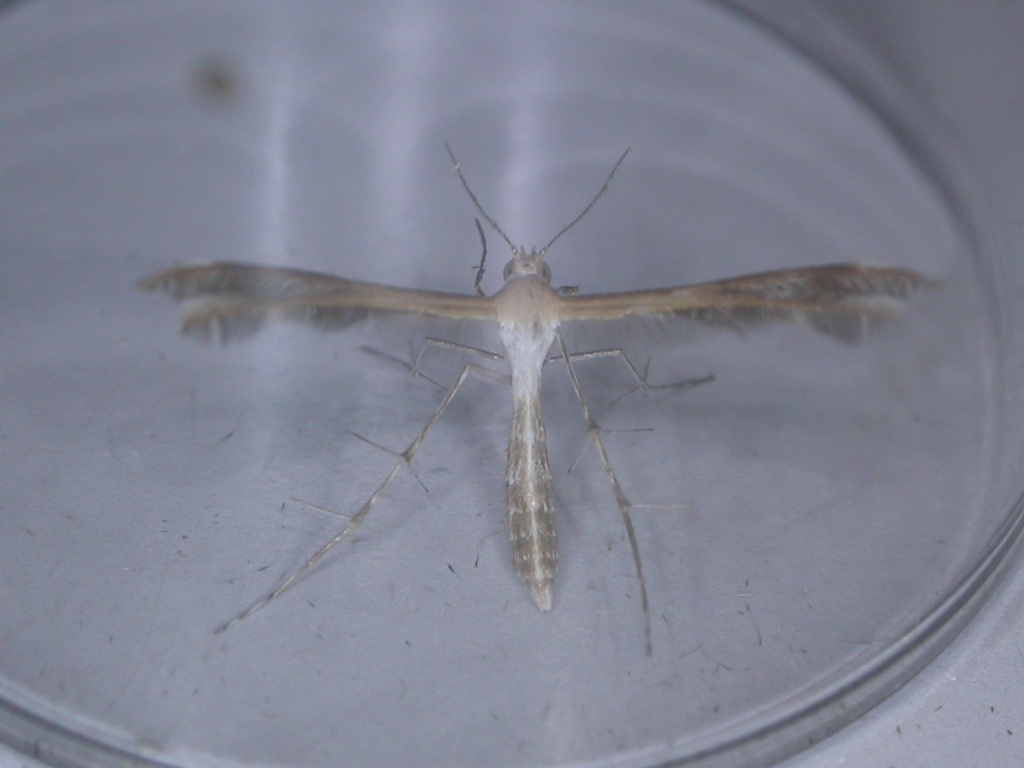
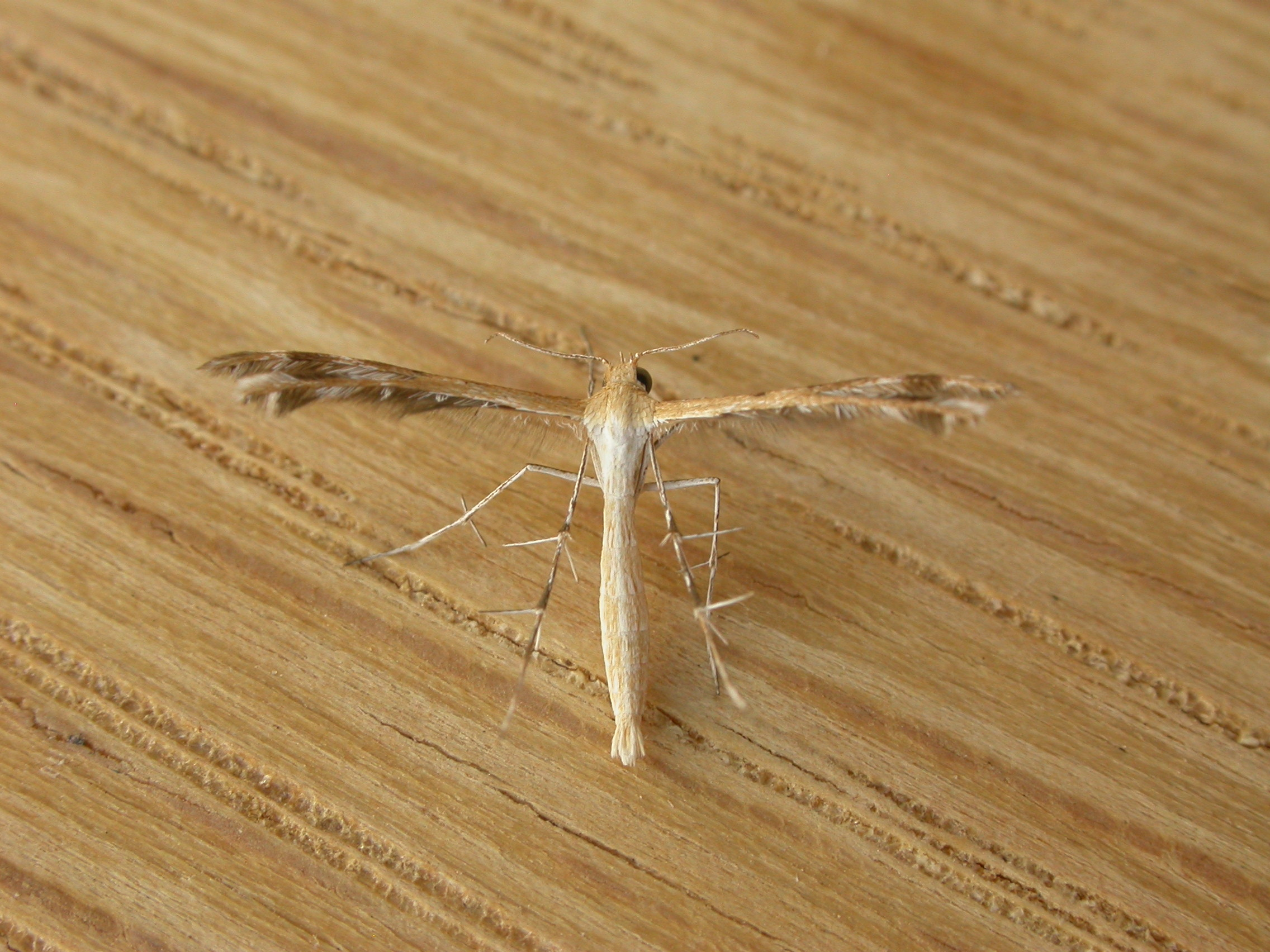
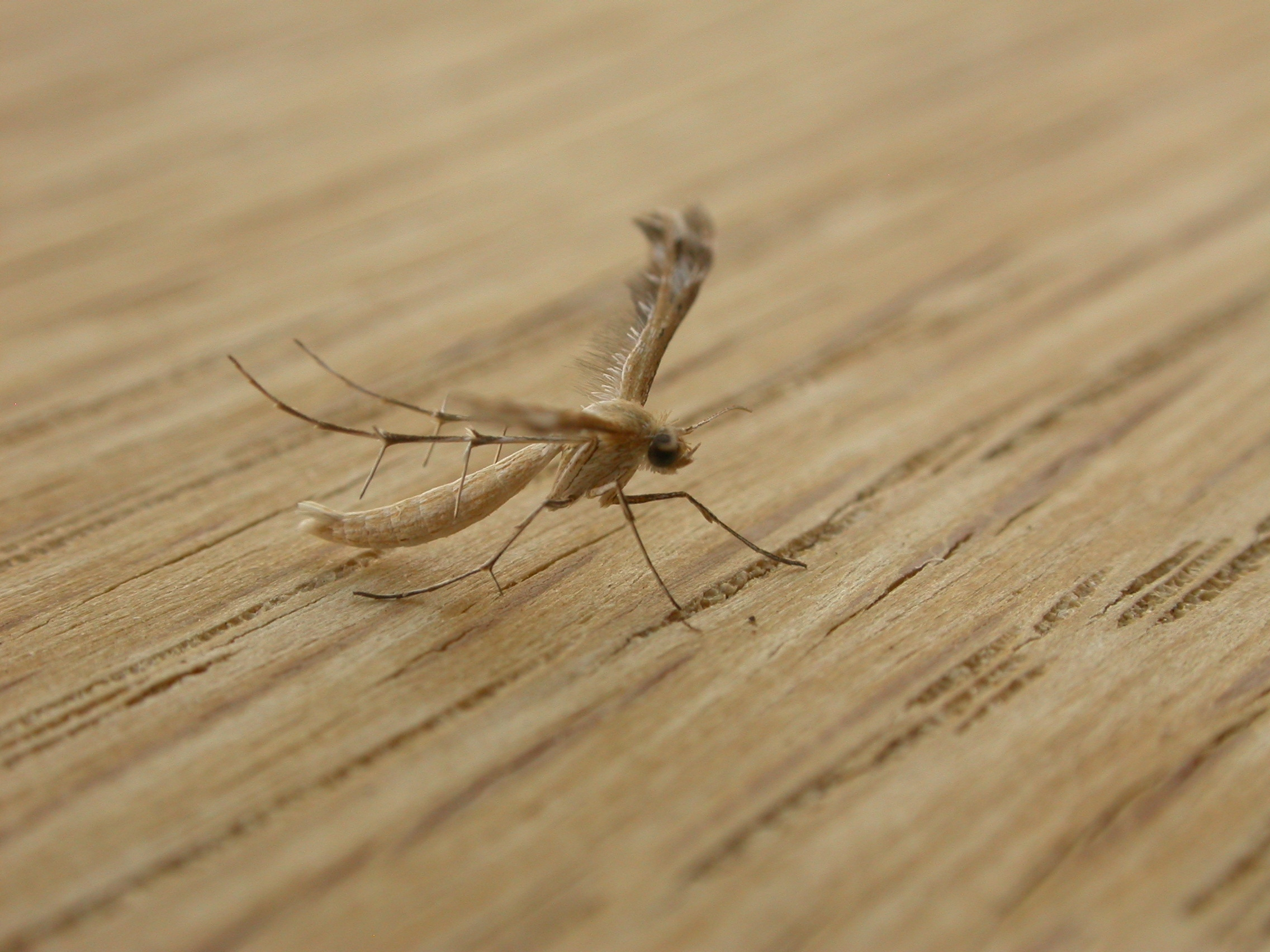
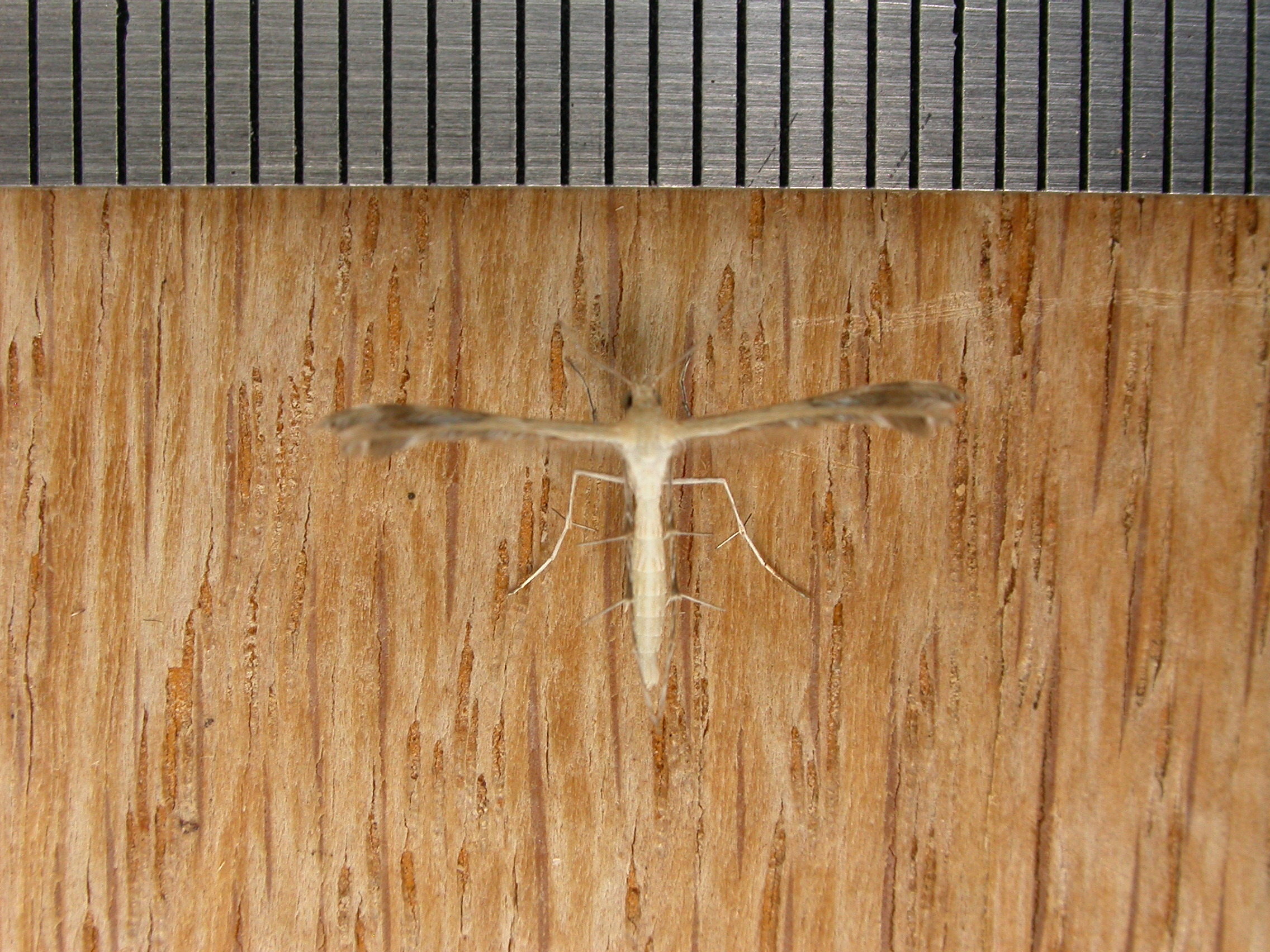
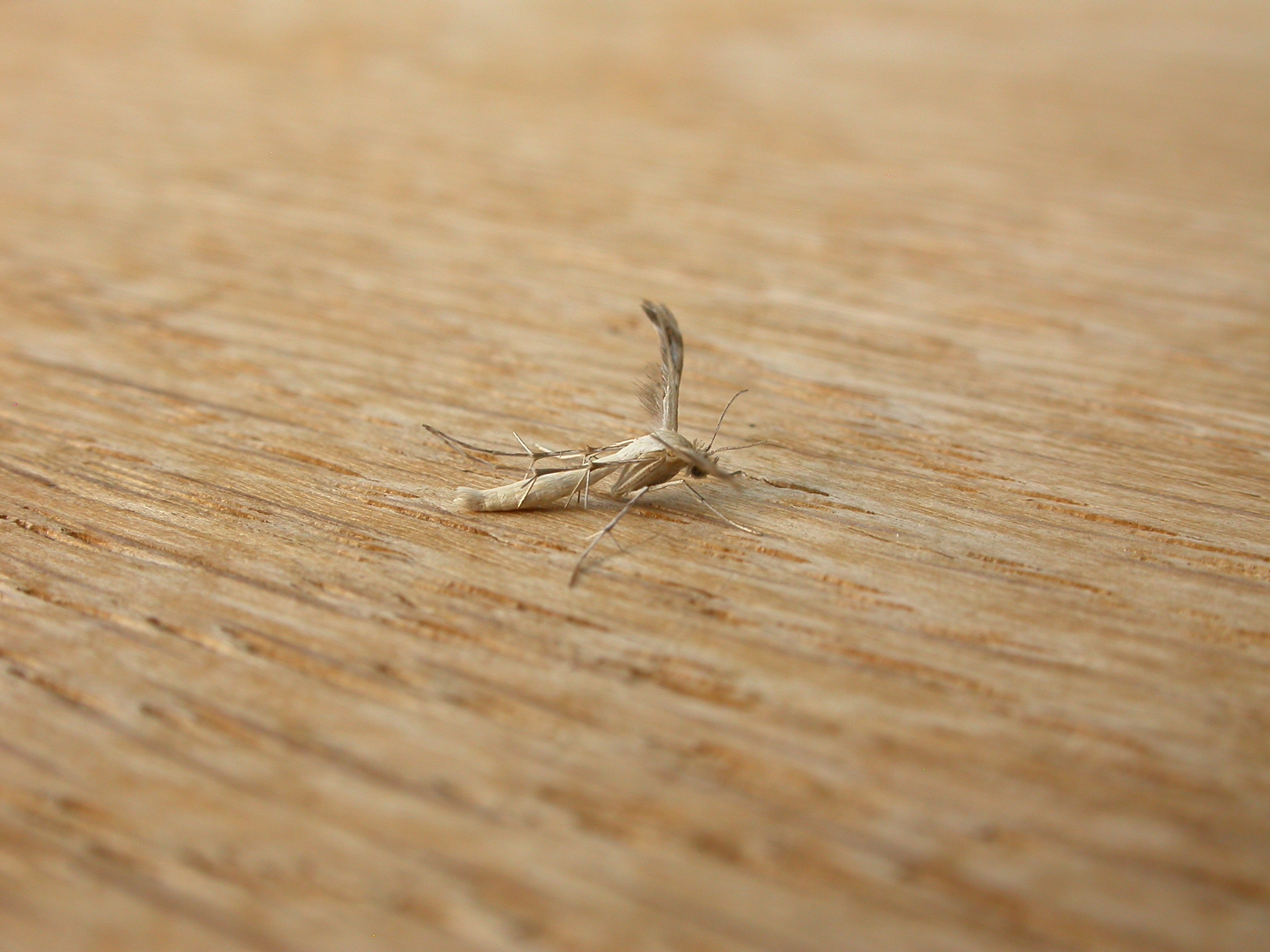
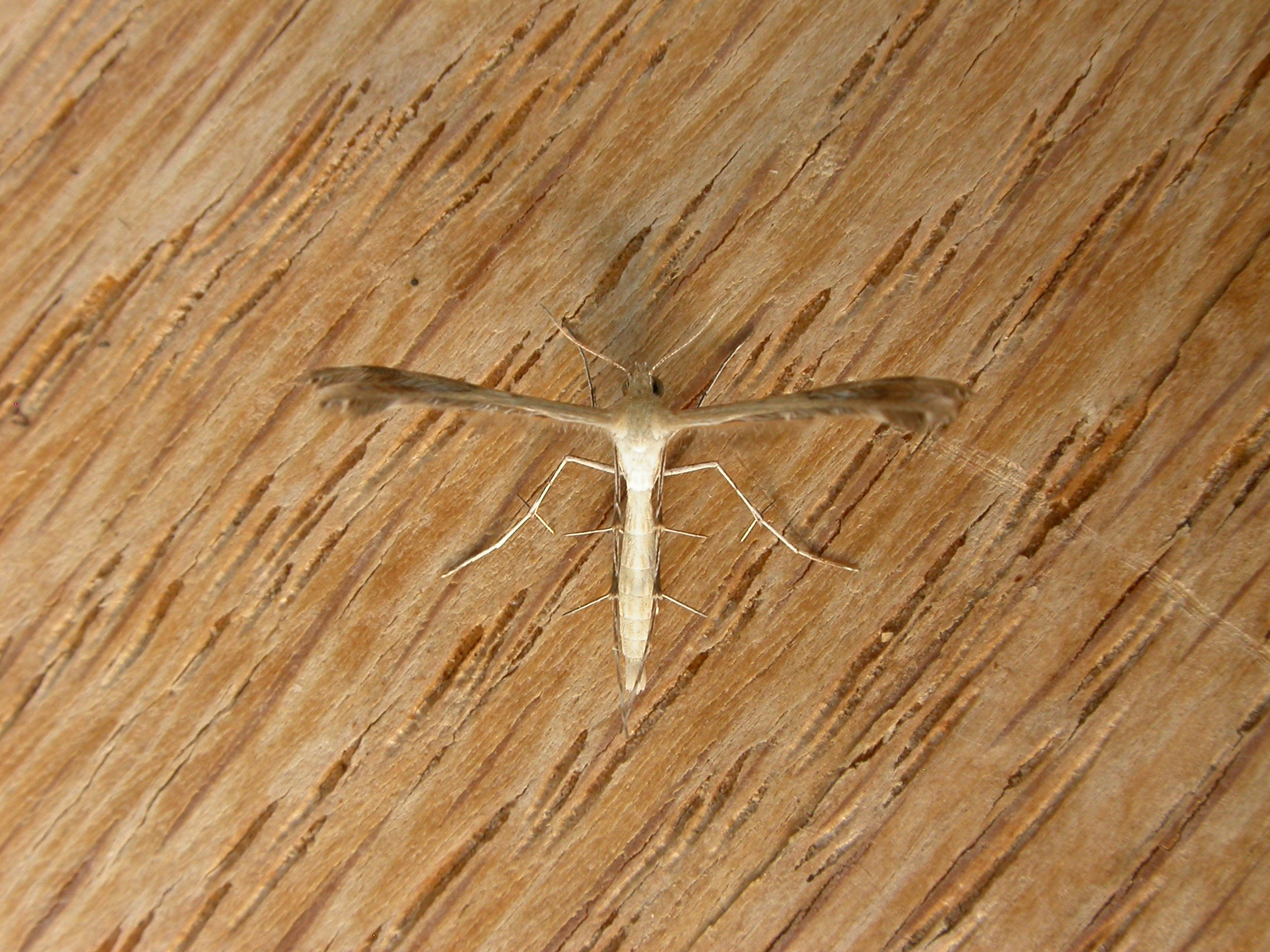